# Cagnano
Cagnano (en corso Cagnanu) es una comuna y población de Francia, en la región de Córcega, departamento de Alta Córcega.
Su población en el censo de 1999 era de 179 habitantes.

## Demografía
| 237 | 245 | 239 | 183 | 156 | 179 |
| Para los censos de 1962 a 1999 la población legal corresponde a la población sin duplicidades (Fuente: INSEE [Consultar]) |     |     |     |     |     |